# 斯苗爾特諾耶湖
56°23′28″N 29°48′24″E / 56.39111°N 29.80667°E
斯苗爾特諾耶湖（俄语：Смёртное），是俄羅斯的湖泊，位於該國西北部，由普斯科夫州負責管轄，處於新索科利尼基區，面積1.6平方公里，集水區面積12.7平方公里，平均水深2.8米，最大水深4.6米。